# Die Abbotts – Wenn Haß die Liebe tötet
Die Abbotts – Wenn Haß die Liebe tötet (Originaltitel: Inventing the Abbotts) ist ein US-amerikanisches Filmdrama aus dem Jahr 1997. Regie führte Pat O’Connor, das Drehbuch schrieb Ken Hixon.

## Handlung
Die Handlung beginnt 1957 in der Kleinstadt Haley, Illinois. Die einer Arbeiterfamilie entstammenden Brüder Doug und Jacey Holt lernen die hübschen Schwestern Abbott kennen, die in einer vermögenden Familie aufgewachsen sind. Jacey geht eine Beziehung mit Eleanor Abbott ein. Dabei wird er weniger von ehrlichen Gefühlen denn von Rache getrieben: Er glaubt, dass Lloyd Abbott, Eleanors Vater, seine Familie nach dem Unfalltod seines Vaters John Charles Holt betrogen hat. Abbott soll die Holts um ein Patent gebracht haben, mit dem er nach dem Krieg seine Firma aus einem Tief geholt hat und dadurch reich geworden ist.
Derweil verliebt sich die jüngste Abbott, Pamela, in den schüchternen Doug. Da er heimlich für Eleanor schwärmt, sie aber nicht haben kann und seinem Bruder Jacey nacheifert, versucht er Pams Gefühle auszunutzen. Als sie ihn abweist, verliert er vorerst das Interesse. Als Jacey und Eleanor von deren Vater zusammen erwischt werden, wird Eleanor aus Haley fortgeschickt. Kurz darauf versucht Jacey deren verheiratete Schwester Alice zu erobern. Doch nachdem Lloyd auch von dieser Liebschaft erfahren hat, lässt Alice Jacey fallen. Daraufhin verlässt er die Stadt, um weiter an der Uni in Philadelphia zu studieren. Indessen verliebt Doug sich doch in Pamela, aber die durch Jaceys Verhalten gestiftete Feindschaft zwischen den beiden Familien belastet die junge Beziehung, woraufhin sich die beiden trennen.
1960 studiert auch Doug in Philadelphia, wo er unverhofft Pamela wieder trifft. Doch dann erfährt er, dass Jacey inzwischen auch Pamela rumkriegen konnte. Daraufhin zerstreiten sich die Brüder endgültig. Doug macht Pamela keine Vorwürfe, da er weiß, dass Jacey sie nur benutzt hat, doch sie ist verschwunden, bevor er mit ihr darüber reden kann.
Später kehren die Brüder Holt zurück nach Haley, nachdem ihre Mutter gestorben ist, und versöhnen sich. Doug entdeckt im Haus einen Brief, der beweist, dass sein Vater das Patent selbst an Lloyd Abbott verkauft hat und er nicht, wie vermutet, von Abbott bestohlen wurde. Nachdem Doug von Lloyd persönlich erfährt, wo er Pamela finden kann, sucht er sie auf und gesteht ihr seine Liebe.
Dougs Stimme im Off erzählt, dass sie ein Jahr später geheiratet und zwei Töchter bekommen haben.

## Kritiken
Roger Ebert schrieb in der Chicago Sun-Times vom 4. April 1997, nicht nur die Handlung spiele in den 1950er Jahren, sondern auch der Stil und die Werte würden dieser Zeit entstammen. Die Geschichte erzähle über nichts anderes als über sich selbst; die Charaktere hätten keine anderen Interessen.
Das Lexikon des internationalen Films schrieb, der Film sei ein „Familiendrama als Plattform für einige amerikanische Jungstars“.

## Hintergründe
Der Film wurde in Los Angeles, in San Francisco und in verschiedenen anderen Orten in Kalifornien gedreht. Er spielte in den Kinos der USA ca. 5,9 Millionen US-Dollar ein.